# Gnome-Rhône 18L
Il Gnome et Rhône 18L era un motore radiale aeronautico a 18 cilindri doppia stella raffreddati ad aria, sviluppato la fine degli anni trenta e la metà degli anni quaranta dall'azienda francese Gnome et Rhône.

## Storia
Dopo che l'operazione di accoppiamento di due motori radiali Gnome-Rhône 7K Titan sullo stesso albero motore, per realizzare un motore a doppia stella, aveva avuto successo  dando vita al Gnome-Rhône 14K Mistral Major, l'azienda motoristica francese Gnome et Rhône decise di effettuare la stessa cosa con il modello Gnome-Rhône 9K al fine di realizzare un propulsore radiale a doppia stella da 18 cilindri.
Mentre il 14K, nelle sue versioni iniziali, utilizzava il maggior numero possibile di componenti dalla "banca organi" K pistoni, cilindri e testate, bielle, ecc.), il nuovo progetto era basato su una riprogettazione di questi elementi. Ciò portò ad un aumento significativo delle superfici delle alette di raffreddamento, nonché del diametro complessivo, molto probabilmente imposto dall'impossibilità di alloggiare più  cilindri sull'esistente carter centrale. Utile per l'obliquità delle bielle, questa espansione del propulsore fu utilizzata per aumentare leggermente la corsa, portata a 180 mm, invece che dei 165 mm del 9K. La cilindrata fu aumentata del del 9%, salendo a 54,24 litri. L'angolo delle valvole della serie K, che era di 46°, fu portato a 60° per tutti i motori successivi. Ciò rese più facile utilizzare una camera di combustione emisferica e ridurre leggermente il diametro del motore.
Il nuovo designo giustificò il cambio di nome della serie che passò da 14K a 18L. Il motore Gnome et Rhône 18L fu presentato all'inizio del 1936 sulla rivista aziendale Plein Ciel (n° 49, marzo-aprile 1935). La parte posteriore fu riprogettata alloggiando le pompe dell'olio, i magneti, le pompe del carburante, la servitù e soprattutto la flangia del carburatore. Il compressore centrifugo vedeva raddoppiati i condotti di aspirazione consentendo di limitare il numero di uscite dalla camera di espansione. La parte anteriore ospitava un nuovo tipo di riduttore di velocità, con satelliti dritti.
Nella sua versione 18L 00/01 denominata "semi-sovralimentata", questo nuovo motore superò i test di funzionamento eseguiti dal 21 marzo al 18 aprile 1936, e fu approvato con potenza di 1 300 CV a 1 600 m e 1 400 CV al decollo, ottenuti a un regime di 2 150 giri al minuto. Nell'estate del 1936 fu presentata una nuova versione sovralimentata, la 18L 02/03 che ripristinava la stessa potenza di 1 300 CV a 3 700 m, grazie ad un compressore di diametro leggermente ridotto e a un rapporto di compressione che passava da 5,5:1 a 6,1.  Tutte queste modifiche introdussero nuovi profili per le camme.
Alcuni esperti considerarono questo propulsore troppo potente, troppo pesante e troppo grande, ma ciò non impedì alla Gnome et Rhône di annunciare nel 1937 lo sviluppo una nuova versione, la 18P equipaggiata di un compressore a due velocità. Questa versione beneficiò di tutti i progressi introdotti nel modello 14P (superfici radianti, albero motore, ecc. ecc.). Secondo l'autore Peyronnet de Torrès la Gnome et Rhône non presentò il 18P per molto tempo, tanto che non era ancora stato testato sul banco prova nell'estate del 1938. Tuttavia un esemplare di 18L, presentato come un 18P, fu esposto al Salone dell'automobile di Milano nell'autunno del 1937, e la casa costruttrice dichiarò una potenza di 1 650 CV al decollo e 1 500 a 4 000 m.
Una terza versione del motore a 18 cilindri, il 18R, venne annunciato come "in fase di collaudo" all'inizio della seconda guerra mondiale. Non si hanno praticamente altre informazioni su di lui.
Durante l'occupazione tedesca, gli occupanti mostrarono un interesse continuo sia per il 14R che per il 18P, del quale si continuò lo sviluppo sotto il loro controllo. Questo lavoro portò nel maggio 1944 alla presentazione di due versioni: la 18R 04/05 e la 18R 12/13, che differivano per alimentazione e riduttore. Mentre il 18R 12/13 rimase un motore classico, alimentato a carburatore e offerto in due versioni, il 18R 04/05 era dotato di un sistema di iniezione Bronzavia, e uno specifico riduttore che permetteva di azionare eliche coassiali. La potenza massima di queste versioni era di 1 900 CV in superpotenza su un'ampia gamma di altitudini. In modalità nominale, erogavano 1 500 CV da 0 a 7 500 m.
Dopo la Liberazione della Francia ci fu il controllo statale sulla quasi totalità delle azioni, ratificato dall'assemblea del 18 agosto 1945, vide la trasformazione della ragione sociale in SNECMA. In questa occasione, il Presidente e Amministratore delegato facendo il punto sulle attività in corso comunicarono che il modello 18R sarebbe stato presto omologato nella versione da 2 150 CV, mentre continuando lo sviluppo si pensava di raggiungere i 2 500 CV. Nei mesi successivi vennero prese decisioni drastiche, soprattutto perché la SNECMA assorbì sia Renault che SNCM.
La necessità di semplificare la gamma di produzione motoristica divenne subito evidente, e lo sviluppo del 18R fu interrotto dopo la produzione di 20 esemplari.

## Velivoli utilizzatori
Francia
- Breguet Bre 482 (previsto)

### Annotazioni
1. ↑  Che passò a 1 406 mm, circa 10 cm in più del 14K.
2. ↑  Sembra che sia stata effettivamente studiata una versione del 14L che non fu mai realizzata.

### Fonti
1. ↑  Gunston 2006, p. 93.
2. ↑  Gunston 2006, p. 92.
3. 1 2 3 4 5 6  Breton 2024, p. 45.
4. 1 2 3 4 5 6 7 8  Breton 2024, p. 46.
5. 1 2 3 4 5 6  Breton 2024, p. 47.
6. 1 2 3 4 5  Breton 2024, p. 49.
7. 1 2 3 4  Breton 2024, p. 50.